# Cima Colletta
La Cima Colletta è un rilievo dell'Oltrepò Pavese alto 1493 m. posto nel comune di Brallo di Pregola. Con la sua costa costituisce lo spartiacque tra la val Trebbia e l'alta valle Staffora, in provincia di Pavia. Fa parte della dorsale nord-est del gruppo del Monte Antola, ponendosi tra il monte Lesima (che con i suoi 1724 m risulta essere la cima più elevata del gruppo) e il monte Penice.

## Flora
Presso il rifugio dal Club Alpino Italiano vi sono alcuni vecchi larici, il primo dei quali fu probabilmente piantato nel 1946, dopo le vicende belliche,  il più grande di tutti è bicormico, cioè con due grandi e diritti tronchi che si divaricano sul tronco  principale, supera in altezza i 20 metri, ed alla base, ha un tronco di dimensioni considerevoli, del diametro stimato di circa 150 cm.

## Il rifugio
La sezione C.A.I. di Voghera costruì, nel 1939, un bivacco in legno che venne distrutto durante gli eventi bellici. 
Nel 1946 il CAI decise di ristrutturare una ex casermetta utilizzata durante la guerra e la trasformò in un rifugio inaugurato avvenne il 22 settembre 1946 con il nome Rifugio CAI Nassano (dedicato ad Aristide e Vittorio Nassano). Rita Zanardi e Roberto Bassini, hanno gestito la struttura dal 1983 al 2018, attualmente il rifugio è chiuso.

## Impianti sciistici
A quota 1350 metri, a 3 km  dal centro abitato di Brallo di Pergola, si trovavano skilift e una manovia. Gli impianti sono  chiusi ormai da anni in stato di abbandono.